# 末盧館
末盧館（まつろかん）は日本の佐賀県唐津市にある唐津市立の歴史博物館。日本最古の稲作遺跡である菜畑遺跡で知られる菜畑地区に在する。

## 概要
弥生時代の高床倉庫を模した外観が特徴的である。名称は魏志倭人伝に記述のある、この地域に存在したとされる末盧国から付けられた。
稲作の発祥と伝播についての資料が豊富。復元された水田跡や竪穴建物、弥生時代の菜畑集落のジオラマ模型がある。常設展示室では、石包丁、炭化米、農機具、鯨骨など出土品を見ることができる。